# Mondaire Jones
Mondaire Jones (Nyack, 18 mei 1987) is een Amerikaans advocaat en Democratisch politicus. Bij de congresverkiezingen van 2020 werd hij verkozen als volksvertegenwoordiger in het Huis van Afgevaardigden voor het 17e congresdistrict van New York. Ritchie Torres en hij zijn de eerste homoseksuele zwarte mannen die verkozen werden als congresleden. Jones is een progressief die bij zijn kandidatuur de steun kreeg van progressieve boegbeelden als Bernie Sanders, Elizabeth Warren en Alexandria Ocasio-Cortez.